# باب اسفنجی شلوار مکعبی در مقابل بهترین: آشپزی مهمانی ساحلی
باب اسفنجی شلوار مکعبی در مقابل بهترین: آشپزی مهمانی ساحلی یک بازی ویدئویی بر اساس باب اسفنجی شلوار مکعبی است که توسط سرکت فکتور ساخته و توسط تی اچ کیو در سال ۲۰۰۹ منتشر شده. در تاریخ ۱۲ ژانویه ۲۰۰۹ توسط شرکت تی اچ کیو اعلام شد که بازی در حال توسعه است و قرار است در اواخر همان سال منتشر شود. این بازی بر اساس قسمت باب اسفنجی شلوار مکعبی در مقابل بهترین که در مارس ۲۰۰۹ ، منتشر شد.

## طرح
آقای خرچنگ و پلانکتون می‌خواهند برای مهمانی ساحلی جک کهونا لاگونا غذا درست کنند. از آنجا که آنها نمی‌توانند به توافق برسند، جک خواستار یک رقابت است تا ببیند کدام آشپز بهترین است. برنده می‌توانست غذای خود را در مهمانی سرو کند. از آن طرف باب اسفنجی که کارمند آقای خرچنگ است خود در جناح آقای خرچنگ آماده می‌کند. پسر عموهای پلانکتون می‌خواهند به پلانکتون کمک کنند، اما از آنجا که او به آنها مزدی نمی‌دهد، باب اسفنجی آنها را استخدام می‌کند و به آنها می‌گوید آقای خرچنگ اگر بخواهند در طول بازی به او کمک کنند، حقوق می‌دهد، بازیکنان از طریق ۵ «قسمت» بازی می‌کنند، هر کدام پس از هر ۳ روز کاری یک قاضی جدید و یک موضوع جدید برای رستوران آقای خرچنگ دارند. سپس بازیکن باید به باب اسفنجی کمک کند تا گروهی از پسر عموهای پلانکتون را آموزش دهد تا به بهترین سرآشپزهای بیکینی باتم تبدیل شود. در طول بازی، بازیکن به باب اسفنجی و دوستانش کمک می‌کند تا آنها را برای پختن غذاهای مختلف مانند همبرگر خرچنگی، ساندویچ‌های جلبک دریایی سرخ شده و بسیاری دیگر آموزش دهند. بازیکن قبل از انجام کار روزانه، طبق یک برنامه روزانه کار می‌کند تا به تعدادی از مشتریان خدمات ارائه دهد. هر مشتری سفارشات خاصی را درخواست می‌کند که بازیکنان باید با انجام چند کار کوچک مربوط به ظرف، آنها را انجام دهند. غذاهای با امتیاز بالا امتیاز بیشتری دریافت می‌کنند، که می‌تواند برای خرید دستور العمل‌ها یا مهارت‌های بیشتر برای یاوران پلانکتون استفاده شود.

## گیم پلی
این بازی شامل پخت و پز بازی‌های کوچک، شبیه کوکینگ ماما و مدیریت رستوران است. بازیکن هنگام کار برای پر کردن سفارشات روز، بر کارکنان پلانکتون نظارت می‌کند. گاهی اوقات، از بازیکن خواسته می‌شود تا با انجام یک بازی کوچک به نمایندگی از یک فعالیت آشپزی، به یک پلانکتون کمک کند تا یک کار را انجام دهد. در کل، ۲۵ بازی کوچک مختلف وجود دارد که برای نشان دادن وظایفی مانند برش زدن، هم زدن، سفت کردن و تزئین استفاده می‌شود. این بازی همچنین دارای حالت چند نفره است که در آن بازیکنی که ظرف را در کمترین زمان آماده می‌کند برنده است. در حالی که پلانکتون‌ها بیشتر کارها را در هنگام شیفت‌های منظم انجام می‌دهند، اما چالش‌هایی که بازیکن باید یک دستور کامل را به تنهایی تهیه کند پس از چند شیفت باز می‌شود. بازیکن همچنین می‌تواند دستور العمل‌های جدید بخرد، منو را مدیریت کند، و رستوران را تزئین کند.